# پاله هنپولا
پاله هنپولا (به لاتین: Palle Henepola) یک منطقهٔ مسکونی در سری‌لانکا است که در استان مرکزی (سری‌لانکا) واقع شده‌است.